# Крушево Брдо I (Котор Варош)
Крушево Брдо I је насељено мјесто у Босни и Херцеговини, у општини Котор Варош, ентитет Република Српска. Према попису становништва из 2013. у насељу је живјело свега 33 становника.

## Географија
Удаљено је око 40 километара од Котор Вароши и око 8 од Шипрага. На подручју насеља извире ријека Врбања, а изнад се уздиже врх Дивич који је висок преко 1.000 метара. Крушево Брдо се састоји од 8 засеока: Чудић, Пилиповина и друга.

## Привреда
У близини извора Врбање се налази хидроцентрала „Дивич“, а у чијем саставу су рибњаци „Дивич“, у којима се углавном узгаја калифорнијска и нешто мање поточна пастрмка.

## Становништво
Према попису становништва из 1991. године, мјесто је имало 398 становника.
| Демографија (Крушево Брдо)- (Крушево Брдо) (Крушево Брдо) (Крушево Брдо) | Демографија (Крушево Брдо)- (Крушево Брдо) (Крушево Брдо) (Крушево Брдо) | Демографија (Крушево Брдо)- (Крушево Брдо) (Крушево Брдо) (Крушево Брдо) |
| Година                                                                   | Становника                                                               | Становника                                                               |
| ------------------------------------------------------------------------ | ------------------------------------------------------------------------ | ------------------------------------------------------------------------ |
| 1948.                                                                    | 1.492                                                                    |                                                                          |
| 1953.                                                                    | 0                                                                        |                                                                          |
| 1961.                                                                    | 1.117                                                                    |                                                                          |
| 1971.                                                                    | 1.380                                                                    |                                                                          |
| 1981.                                                                    | 1.371                                                                    |                                                                          |
| 1991.                                                                    | 398                                                                      |                                                                          |

### Презимена
- Ивановић
- Милић, Срби, славе Симољдан[2]
- Кнежевић, Срби, славе Јовањдан и Симољдан[2]
- Чолић, Срби, славе Ђурђевдан[2]
- Савановић[2]
- Панић[2]
- Марић, Срби, славе Св. Јована-Јовандан